# Жмеринка
Жмеринка (на украински: Жме́ринка) е град в Украйна, Виницка област, административен център на Жмерински район. Важен железопътен възел.

## География
Градът е разположен в източната част на историческата област Подолие. Намира се югозападно на 35 километра от областния център Винница и на 234 километра от столицата Киев, както и на 70 километра северно-североизточно от границата с Молдова.
Град Жмеринка е с население от 35 354 души към 1 април 2013 г.

## История
Най-ранното споменаване на селището е от XVIII век. Придобива статут на град през 1903 г. По време на Гражданската война в териториите на бившата Руска Империя става бойно поле на различни сили: Украинската Народна Република (на която е временна столица), Бялото движение, Болшевиките, Втората Полска Република, Антантата и Анархистите на Нестор Махно. Остава в границите на СССР. От Голодомора умират 252 души в града. През Втората световна война е окупиран от войските на Германия на 17 юли 1941 г. По време на окупацията в града е имало еврейско гето. Освободен е от войските на 1-ви украински фронт от Червената армия на 20 март 1944 г.
За паметници на културата са обявени сградата (огромна за нуждите на града) на главната железопътна гара и католическият храм „Св. Алексий Римски“.

## Личности
Родени в града
- Ян Бжехва (1898-1966) – полски поет, писател, преводач
- Давид Лернер (1909-2012) – съветски руски пиниаст
- Виктор Ха́рченко (1911-1972) – съветски военен деец, маршал
- Тамара Янко́ (1912-1988) – съветска оперна певица
- Виктор Косте́цкий (1941) – съветски руски актьор